# Egon von Fürstenberg
Eduard Egon Peter Paul Giovanni von Fürstenberg (29 de junio de 1946 - 11 de junio de 2004) fue un diseñador de moda alemán.

## Biografía
Egon von Fürstenberg nació en Lausana en Suiza y fue bautizado por el Papa Juan XXIII. Eduard Egon Peter Paul Giovanni Prinz zu Fürstenberg —nombre de pila— era el hijo mayor del príncipe Tassilo zu Fürstenberg (1903-1989) y su primera esposa, Clara Agnelli (nacida en 1920), hermana de Gianni Agnelli, antiguo presidente de Fiat.
Su hermana es la actriz Ira von Fürstenberg, casada en primeras nupcias con príncipe Alfonso de Hohenlohe-Langenburg, fundador del Marbella Hotel Club.

### Vida privada
El 16 de julio de 1969 en Montfort-l'Amaury, Yvelines, Francia, se casó con la belga Diane nacida Simone Michelle Halfin. Su esposa abrió su propia casa de moda. Tuvieron dos hijos:
- el príncipe Alejandro von Fürstenberg (n. 25 de enero de 1970)
- la princesa Tatiana von Fürstenberg (n. 16 de febrero de 1971).

Se divorciaron en 1972. En 1983, Egon se casó nuevamente con Lynn Marshall (nacida ca. 1950), de Misisipi. No tuvieron hijos.

## Vida pública
Fürstenberg empezó su carrera en Macy's, y tomó clases de noche en el Instituto de Moda de Tecnología. Comenzó a diseñar ropa femenina, y más tarde probó suerte con fragancias y otros productos.
Fürstenberg escribió dos libros: La mirada del poder, una guía de moda y buen gusto, y La mirada del poder en casa: decoración para hombres, un libro de interiorismo y estética masculina. Más tarde, en 1981 creó una empresa de diseño interior. Su colección de arte incluye trabajos del artista Zachary Selig.
Egon von Fürstenberg murió en el hospital Spallanzani, en Roma. Según el diario New York Post, Fürstenberg murió de un hepatocarcinoma causado por una hepatitis C, de la que se había contagiado en los años 1970.